# Edmond Grandjean
Pour les articles homonymes, voir Grandjean.
Edmond Georges Grandjean, né le 21 mai 1844 à Paris 3e et mort le 1er juin 1908 à Paris 16e, est un artiste peintre français.

## Biographie
Entré aux Beaux-Arts de Paris, le 8 octobre 1862, Grandjean a été l’élève d’Adolphe Yvon, Émile Signol et Isidore Pils. Il a exposé au Salon des artistes français de 1865 à 1906, avec des sujets de genre et quelques portraits.
Spécialisé dans la peinture des chevaux, où il obtint de véritables succès : médaille de 3e classe en 1888, de 2e classe en 1898 et mention honorable en 1900.

## Galerie

Œuvres d’Edmond Grandjean
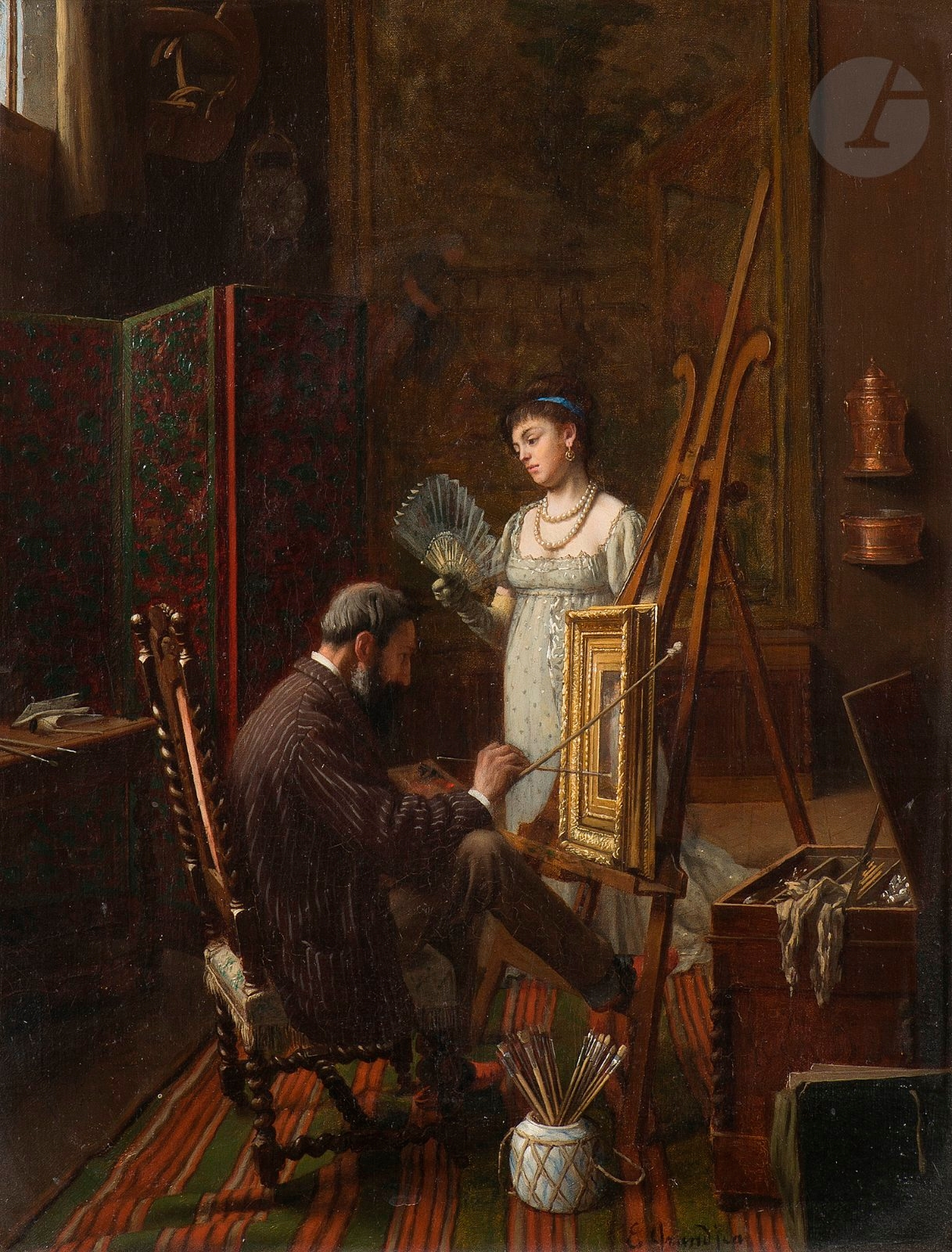
L’Atelier du peintre.
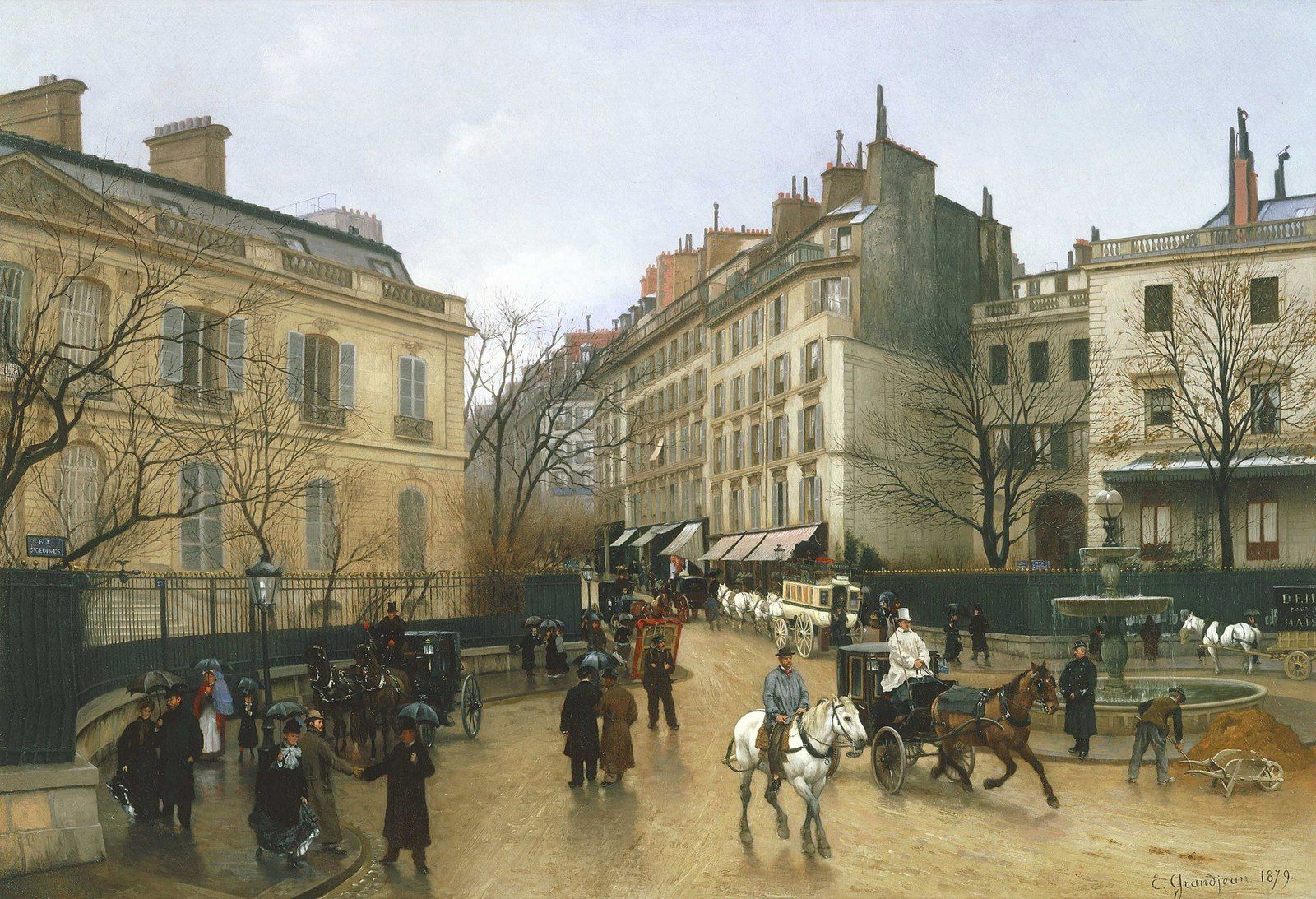
Place Saint Georges Paris.
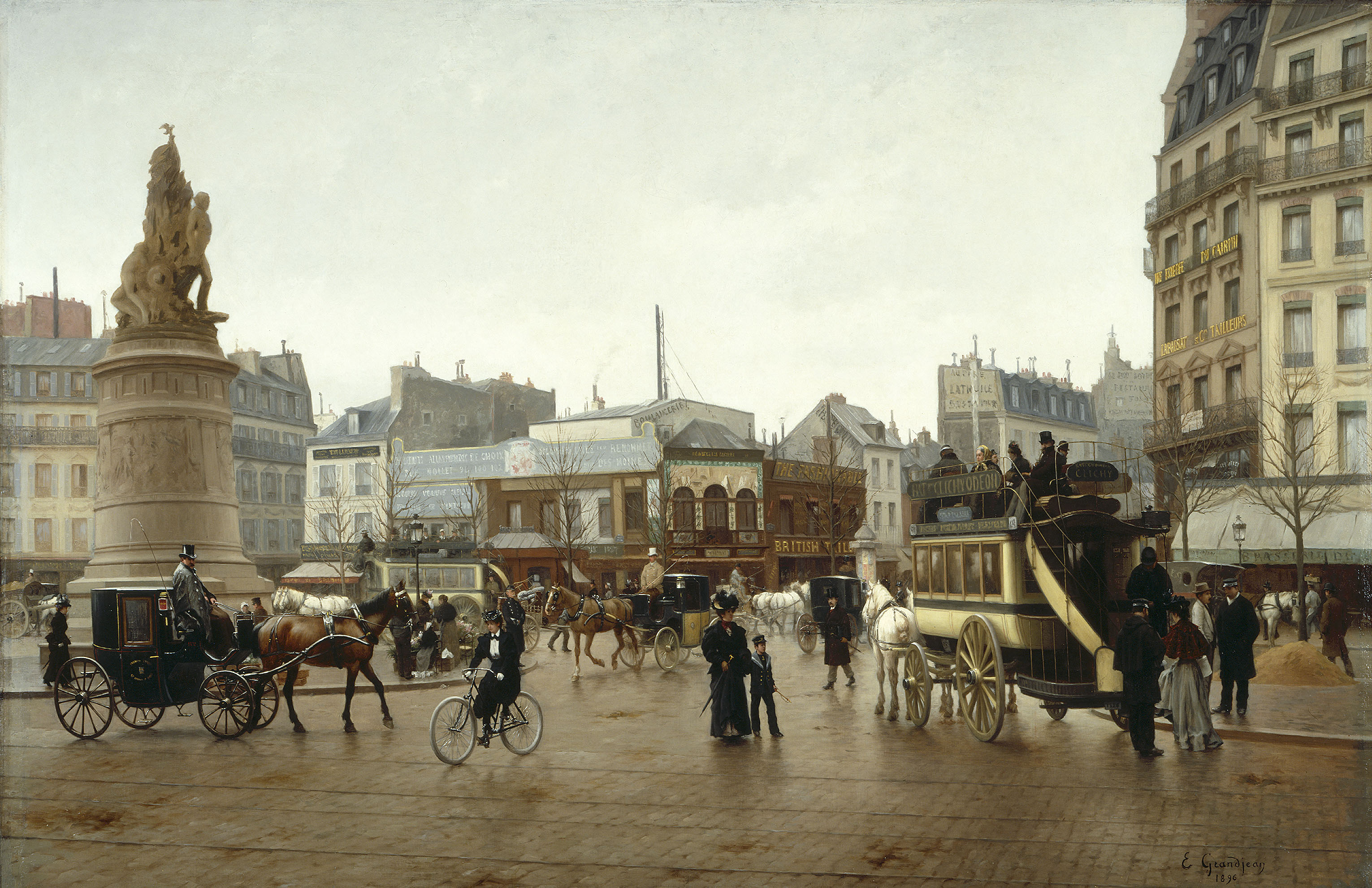
La Place Clichy, en 1896.
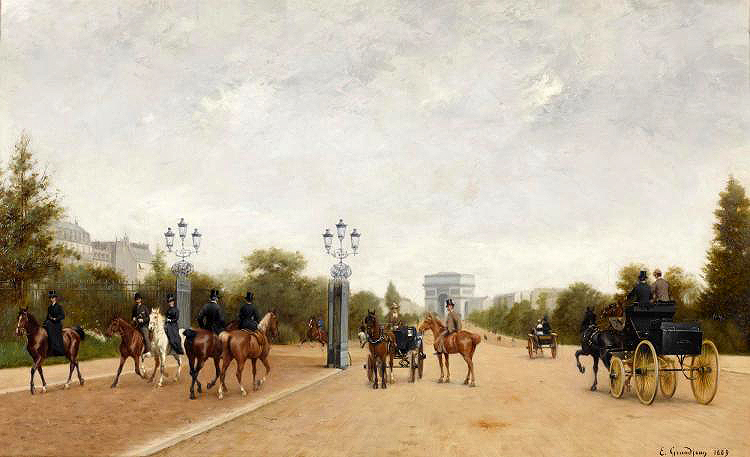
L'Avenue du Bois de Boulogne.